# Rophites gruenwaldti
Rophites gruenwaldti är en biart som beskrevs av Ebmer 1978. Rophites gruenwaldti ingår i släktet blomdyrkarbin, och familjen vägbin. Inga underarter finns listade i Catalogue of Life.